# 猫の妙術
『猫の妙術』（ねこのみょうじゅつ）は、佚斎樗山（本名丹羽忠明、1659 - 1741年）著の談義本（戯作の一）『田舎荘子』（享保12年（1727年）刊）内の一話であり、剣術書（厳密には、精神面を説いた書）。

## 内容
猫に語らせる（若猫達と古猫の問答）といった体裁で記述され（人外に仮託した教訓話の一つ）、剣術の所作・気・心のあり方を説き、我と敵の関係・定義を記述し、精神面や境地について、最終的に達した者は、敵が生じず、周囲にも現れないとしめくくる。
同著者の『天狗芸術論』巻三にも引用が見られる孟子の「浩然の気」を古猫に語らせたり、『田舎荘子』のタイトルにあるように荘子の「木鶏」をモデルとして応用した「木猫」ともいえる流れが見られるなど、禅（仏教）を主体とした『不動智神妙録』（17世紀）と比較した場合、中国思想（孔子や易経なども含む）を引用する傾向が見られる（特に『芸術論』においては、仏僧といえども中国聖人の考えに触れれば、感化される旨の記述がある）。佚斎自身は陽明学の熊沢蕃山の影響を受けたとされ、この為とみられる。
時代的背景としては、17世紀の『不動智』と異なり、実戦経験に乏しい太平の世に書かれ（江戸開幕から100年ほど経っている時期）、武芸者の質も落ちた為に、分かりやすく書かれた兵法書である（そのため、それまでの兵法書と比較してもフレンドリーな内容となっている）。
猫の妙術の解説書は沢山あるが、いくつかの例を挙げると大森曹玄の『剣と禅』や小倉正恒の『小倉正恒談叢』等があげられる。『小倉正恒談叢』は猫の妙術について「一刀流兵法正五典」と「禅の五位」を照応させて論じている。正五典は妙剣、絶妙剣、真剣、金翹鳥王剣(きんしちょうおうけん)、独妙剣の五本の組太刀だが、それは五位の正中偏、偏中正、正中来、兼中至、兼中到に相応するのだそうである。
浮世絵師である歌川国芳は猫の妙術の版画を作成している。

## 物語
剣術家の勝軒（しょうけん）の家に大鼠が現れ、ネズミを捕えるため、初めは自家猫を仕向けるもネズミに噛まれ、そこで近所中のネズミ捕りに実績がある猫達を集めさせるも、どれも敵わず、とうとう勝軒自身が木刀を手に振り回すも、逃げ回って逆に噛みつかれそうな勢いとなり、手に負えない。最後に名立たるネズミ捕りの古猫を連れてこさせるが、その姿はきびきびとせず、元気がない。ところが、いざネズミのいる家に入れさせると、ゆっくりと追い詰め、大した抵抗をされることもなく、造作もなく咥えてきた。
その夜、猫達が集い、その古猫に教えをこう。一匹（若い黒猫）は所作を鍛錬したことを、一匹（少し年上の虎猫）は気を修行したことを、一匹（さらに年上の灰猫）は心を練ったことを語り、古猫はそれぞれ虚を指摘し、実を説いていく。自分は何の術も用いないし、無心で自然に応じるのみと語った後、自分自身も過去に出会った猫に比べれば、まだその境地（周囲に敵が生じない）に達していないと諭す。最後にそれらの問答を聞いていた勝軒の問いに対し、古猫は、敵とは何か、心のあり方を説き始める。

## 問答の例
「気はさかんなりといえども、象（カタチ）あり。象あるものは微なりといえども見つべし。我、心を練る事久し。勢をなさず、物と争わず、相和して戻らず、彼、強む時は、和して彼に添う」。
灰猫は、気勢は察せられるので、自分は心を練ったが、今回のネズミには、寄り添っても全く通じなったと語り、これに対し、古猫は、自然の和ではなく、意図をもって和を為そうとするものであり、そこに虚が生じていると答える。

## 敵の定義について
古猫が勝軒に語ったこととして、「（心中に）我あるがゆえに敵あり。我なければ敵なし。敵というは、もと対待の名なり。陰陽・水火の類の如し。およそ物、形象あるものは必ず対するものあり。我が心に象（カタチ）なければ対するものなし。対するものなき時は比ぶるものなし。これを敵もなく我もなしという」と定めている。